# Aéroglisseur radiocommandé

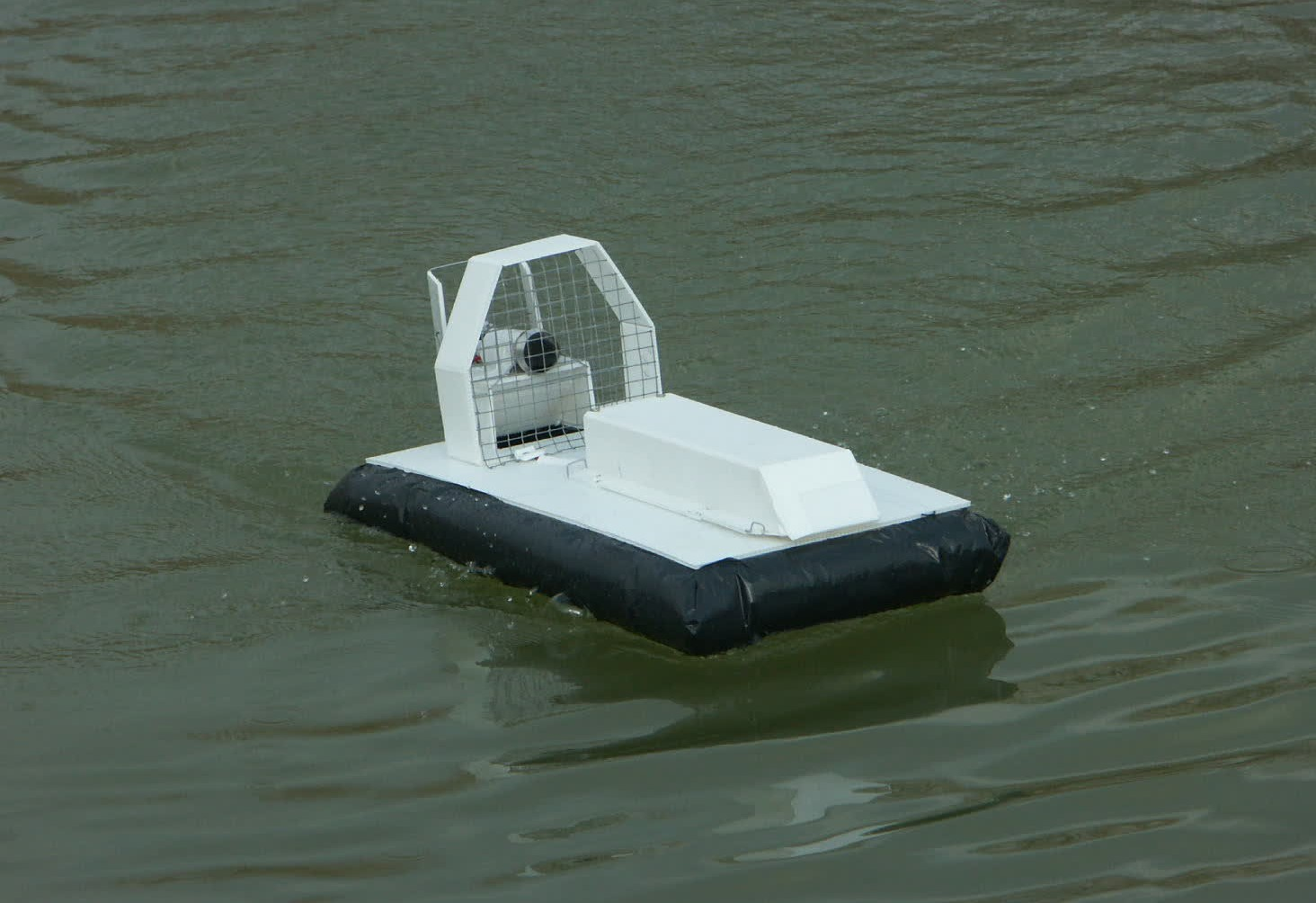
Une maquette d'aéroglisseur en fonctionnement sur un plan d'eau

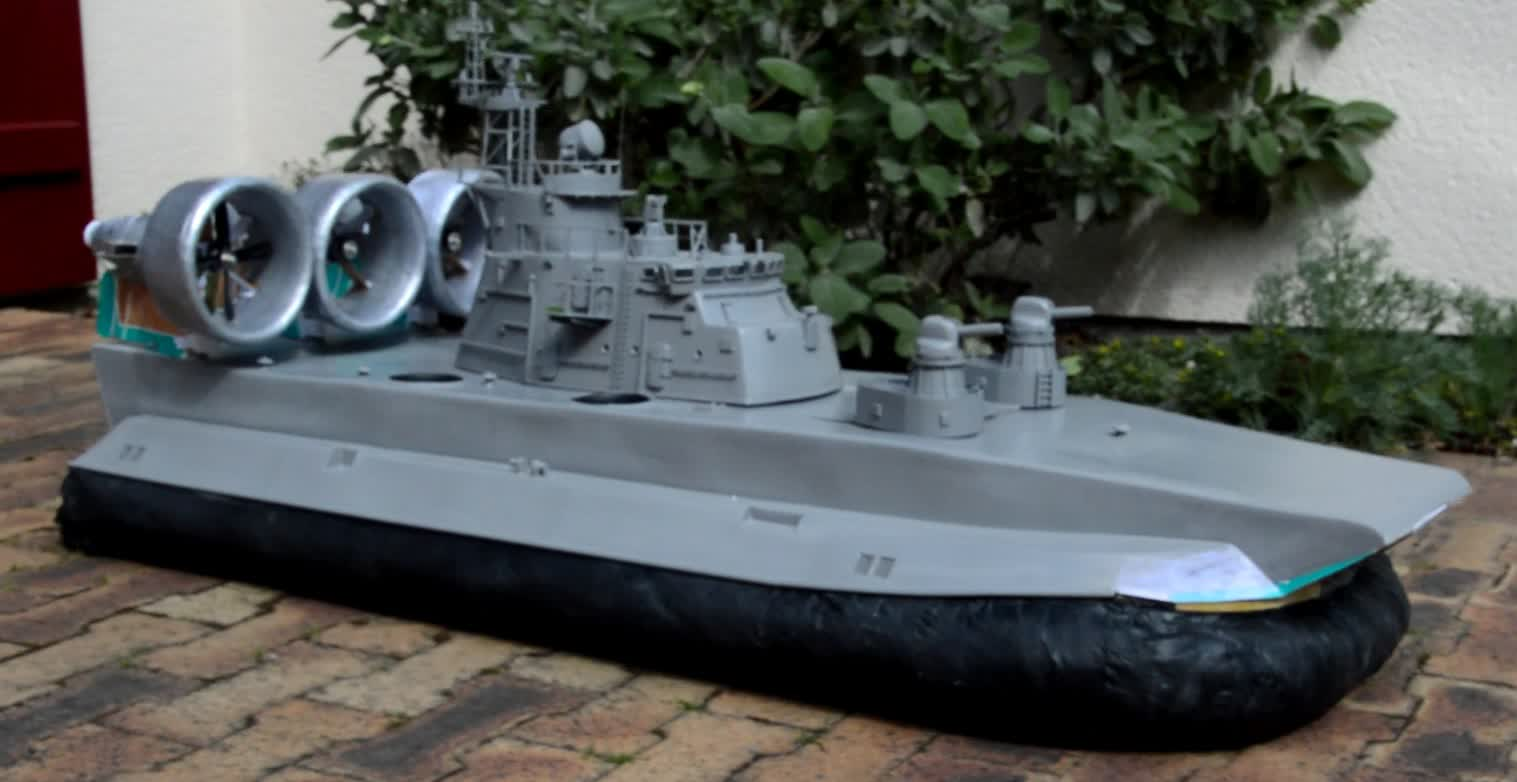
Maquette d'aéroglisseur reproduisant le Classe Zoubr

Les aéroglisseurs radiocommandés (RC) sont des modèles réduits de véhicules amphibies capables de se déplacer sur presque tous types de surfaces lisses (terre, eau, neige, glace, etc) en utilisant un coussin d'air. Ce coussin d'air, contenu par une jupe souple et étanche, permet de limiter considérablement le contact et les frottements avec la surface sur laquelle l'aéroglisseur se déplace. Il peut ensuite avancer à l'aide de son système de propulsion, composé d'un ou plusieurs moteurs et d'une ou plusieurs hélices.
Il existe différents types de maquettes d'aéroglisseurs, chacune pouvant avoir des caractéristiques différentes :
- certaines sont des reproductions d'aéroglisseurs réels, d'autres ont été conçues dans un but ludique sans souci de réalisme
- la direction de la maquette peut être assurée par un système de gouvernails qui redirigent l'air propulsé par les hélices, ou bien en plaçant les moteurs de propulsion sur des pylônes orientables, comme c'est le cas sur l'aéroglisseur Britannique SRN4
- certaines maquettes ne comportent qu'un seul moteur qui assure à la fois l'alimentation du coussin d'air (la jupe) et la poussée, d'autres sont bimoteurs (un moteur pour alimenter la jupe et un autre pour la poussée) et d'autres utilisent davantage de moteurs
- le coussin d'air peut être de différentes conceptions (jupe soufflée, jupe segmentée, jupe soufflée-segmentée, etc) et comporter plus ou moins de pièces (appelés segments) remplaçables en cas de déchirure
- enfin, les moteurs équipant la maquette peuvent être électriques ou thermiques

Contrairement aux aéroglisseurs de grande taille, une maquette d'aéroglisseur n'a pas toujours suffisamment de puissance pour franchir des obstacles ou des pentes trop raides. Les surfaces accidentées ou rugueuses peuvent également provoquer un déséquilibre ou une baisse de la pression de l'air contenu dans la jupe, entraînant son dégonflement partiel et une baisse de son efficacité. La maquette peut alors ralentir ou s'arrêter. 